# یوتا ایمازو
یوتا ایمازو (انگلیسی: Yuta Imazu؛ زادهٔ ۸ ژوئیهٔ ۱۹۹۵) بازیکن فوتبال اهل ژاپن است.